# Chotkové z Chotkova
Chotkové z Chotkova a Vojnína byli starý český šlechtický rod původem ze západních Čech. První zmínky pocházejí ze 14. století, později pronikli mezi drobnou šlechtu. Jejich vzestup zastavily pobělohorské konfiskace, kdy se rod ocitl na hranici chudoby. Díky osobnosti vzdělaného Václava Antonína (1674–1754) dosáhli Chotkové nového vzestupu a v roce 1723 získali titul hrabat.
V dalších generacích 18. a 19. století zastávali Chotkové nejvyšší úřady v Čechách i ve správě habsburské monarchie ve Vídni. Činnost nejvyššího purkrabího Karla Chotka (1783–1868) dodnes připomínají názvy Chotkova ulice a Chotkovy sady v Praze. Mezitím se rod rozvětvil do několika linií, které vlastnily majetek v Čechách a Uhrách. V 18. a 19. století nechali postavit několik rodových sídel, která jsou významnými architektonickými památkami různých stavebních slohů – barokní Veltrusy, empírová Kačina a novorenesanční Velké Březno. Středoevropského významu dosáhly aktivity Chotků v budování zámeckých parků (Veltrusy, Kačina, Dolná Krupá).
I když celkový význam rodu poklesl v 19. století, nadále jim patřily rozsáhlé pozemky a členové rodu získali dědičné členství v rakouské a uherské panské sněmovně. Naposledy jméno rodu zviditelnila Žofie Chotková, morganatická manželka následníka trůnu Františka Ferdinanda, která spolu s ním zahynula při atentátu v Sarajevu v roce 1914. Majetek Chotků v Československu byl zkonfiskován v roce 1945. Rod vymřel v roce 1970.

## Dějiny rodu

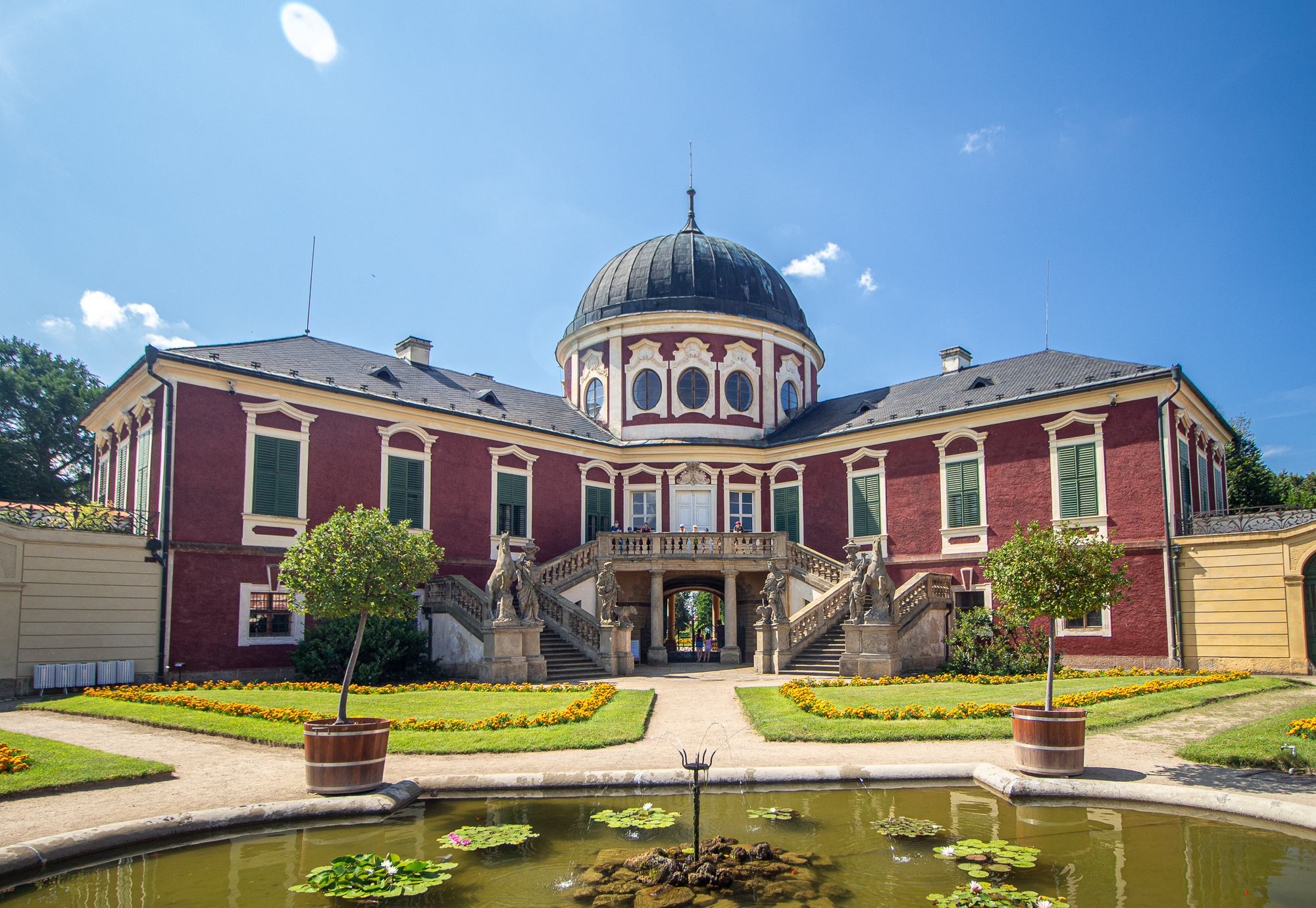
Zámek Veltrusy (zámek), reprezentativní sídlo rodu z 18. století

### Počátky rodu
Tvrz Chockov na Plzeňsku se připomíná již ve 12. století, souvislost mezi jejími majiteli a pozdějšími hrabaty Chotky lze však bezpečně doložit až od konce 14. století. Tři členové rodu se připomínají v roce 1379, jejich potomci pak nedaleko Chockova sídlili na Liblíně. V rytířském stavu se Chotkové poprvé připomínají až v roce 1543, první známé vyobrazení jejich erbu pochází z roku 1570. Nejasná je i vazba mezi Chotky z Chotkova a Chotky z Vojnína, Chotkové z Vojnína ale vymřeli v roce 1587 a při pozdějším povýšení do hraběcího stavu byl rodu udělen společný predikát Chotek z Chotkova a Vojnína. Z Chotků z Vojnína vynikl Petr (1495–1571) jako dlouholetý královský prokurátor (1543–1563) a účastník zemských sněmů, který získal majetek ve středních Čechách.
Chotkové z Chotkova mezitím kromě Plzeňska získali další drobné statky na Rakovnicku, Žatecku nebo Chebsku, členové rodu se v písemných pramenech ale připomínají spíše jen jako účastníci lokálních soudních sporů. Regionální význam rodu překročil Zikmund Chotek (1521–1603), který byl jako účastník tureckých válek pověřem zemským sněmem k sepsání vzdělávacího spisu Zpráva o naučení strany vojanské (1593). Václav Chotek (1554–1612) dosáhl postu hejtmana rakovnického kraje a byl též účastníkem zemských sněmů. Jeho synové Jiří a Karel se zúčastnili stavovského povstání a v pobělohorských konfiskacích ztratili značnou část majetku včetně tehdejšího hlavního rodového sídla v Žihli. Karel se pak ještě v roce 1631 připojil k saskému vpádu do Čech a následně pak přišel i o zbytek svých statků. V polovině 17. století byli Chotkové na úrovni movitějších sedláků a hrozila jim i ztráta šlechtictví.

### Vzestup rodu v 18. století

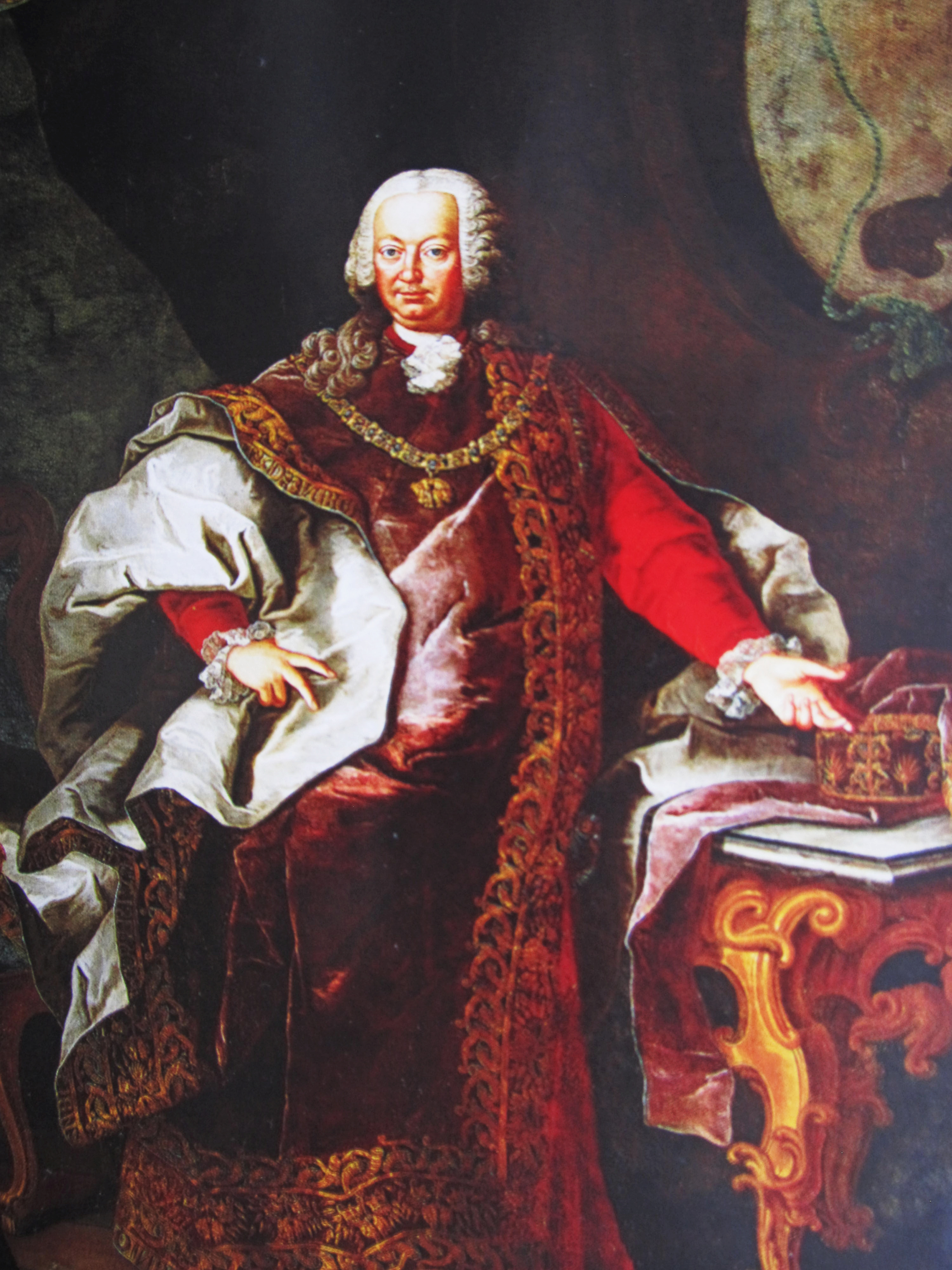
Hrabě Rudolf Chotek (1706–1771), nejvyšší kancléř Českého království

Vzestup Chotků v 18. století je spojen s osobností Václava Antonína Chotka, který díky vzdělání a majetkově výhodnému sňatku dosáhl povýšení do panského (1702) a hraběcího stavu (1723). Zastával řadu úřadů v zemské správě a na svých statcích nechal postavit zámek Veltrusy. Jeho synové Jan Karel a Rudolf již pronikli i do centrální správy habsburské monarchie. Jan Karel dosáhl vysokých hodností v armádě, působil též jako diplomat a majetek rodu rozšířil nákupem panství Nové Dvory u Kutné Hory. Jeho mladší bratr Rudolf se přes dvorské a diplomatické posty vypracoval až k funkci nejvyššího kancléře Českého království. Nezanechal mužské potomstvo a v roce 1770 vytvořil z Veltrus majorátní fideikomis určený pro synovce Jana Rudolfa a jeho dědice.
Významným pokračovatelem rodu byl Jan Rudolf Chotek (1748–1824), rakouský ministr financí a nejvyšší purkrabí Českého království, který dal postavit empírový zámek Kačina na novodvorském panství, zasloužil se také o úpravu parku ve Veltrusích a mimo jiné byl dlouholetým prezidentem Královské české společnosti nauk. Se svou manželkou Marií Sidonií Clary-Aldringen (1749–1824) měl početnou rodinu a synové založili tři rodové větve, majorátní veltruskou, velkobřezenskou a uherskou. Všechny tři linie vymřely ve 20. století. Ze synů Jana Rudolfa kromě Karla (viz níže) vynikl Ferdinand Maria (1781–1836), který se jako jediný v historii Chotků dal na církevní dráhu, stal se nakonec olomouckým arcibiskupem a zemřel na choleru v Praze.

### Majorátní větev na Veltrusích a Nových Dvorech

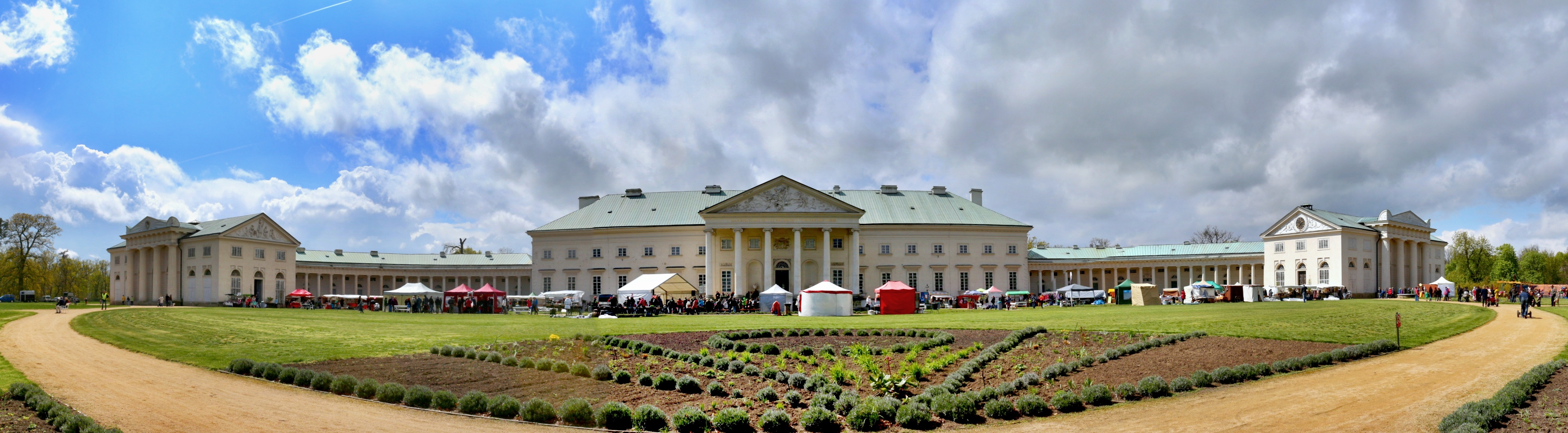
Zámek Kačina, hlavní rodové sídlo v 19. století

Zakladatelem majorátní linie na Veltrusích a Nových Dvorech byl Jan Nepomuk (1773–1824), který zemřel ještě před otcem Janem Rudolfem. V jeho přímém potomstvu drželi Chotkové Veltrusy a Nové Dvory s Kačinou do roku 1927, během 19. století ale v této hlavní linii vliv rodu poklesl, došlo i k hospodářskému úpadku a prodeji částí majetku, pronajat byl i pražský palác a část zámku ve Veltrusích. Členové rodu se nadále angažovali v regionálním měřítku, Rudolf Karel (1832–1894) byl starostou okresního zastupitelstva v Kutné Hoře, jeho mladší bratr Ferdinand (1838–1913) byl okresním hejtmanem v Týně nad Vltavou, oba byli také poslanci českého zemského sněmu. Posledním potomkem této rodové větve byl c.k. generálmajor Arnošt Chotek (1844–1927), po jehož smrti byl majetek rozdělen. Veltrusy zdědil Karel Maria z velkobřezenské větve, Nové Dvory s Kačinou přešly na Arnoštova synovce, hraběte Quida Thun-Hohensteina.

### Velkobřezenská větev

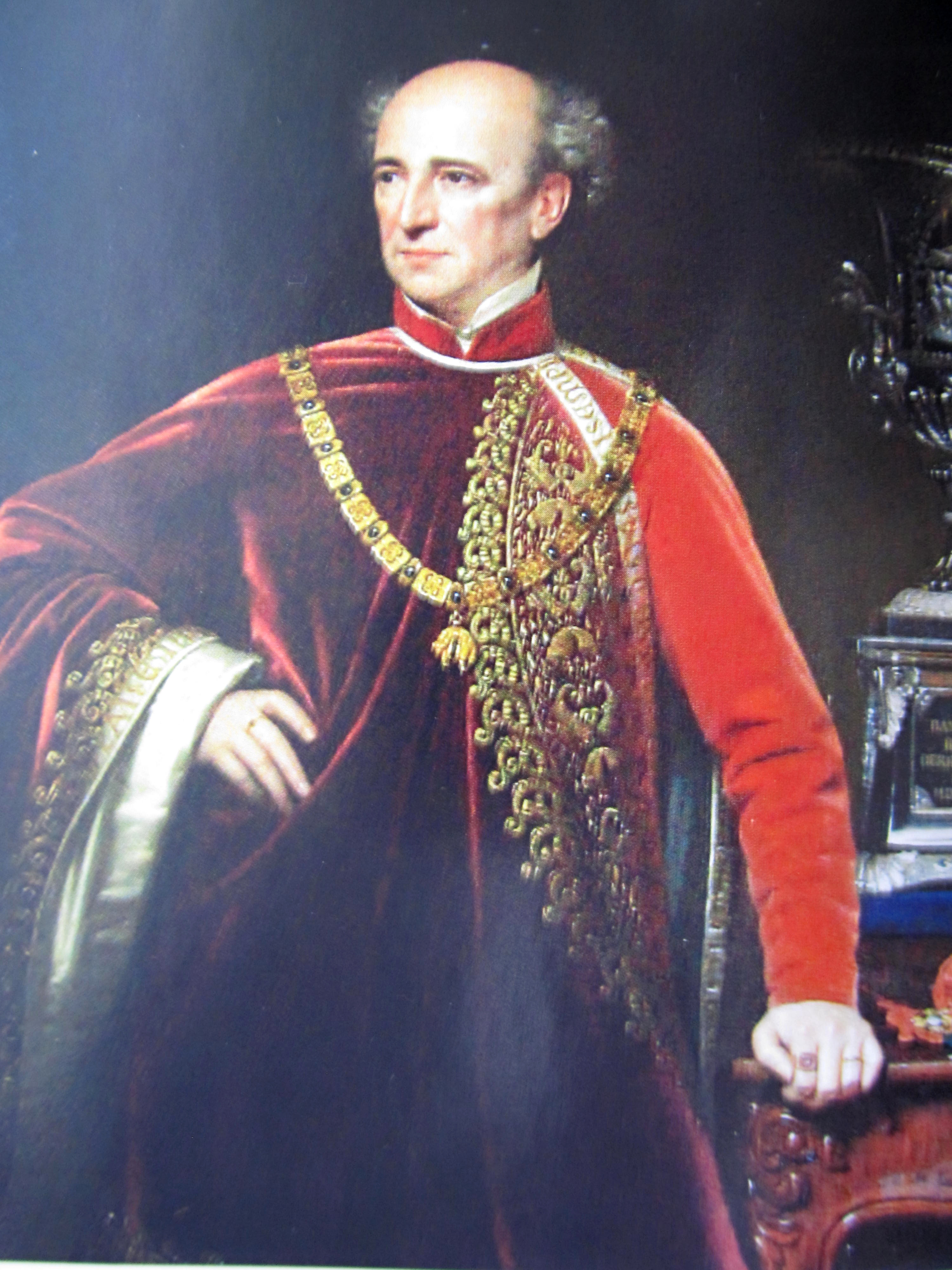
Hrabě Karel Chotek, nejvyšší purkrabí Českého království

Tzv. velkobřezenskou linii rodu založil Karel Chotek (1783–1868), který od mládí působil ve státní správě a proslul především jako dlouholetý nejvyšší purkrabí Českého království (1826–1843). V této funkci se zasloužil o budování komunikací a záchranu chátrajícího Karlštejna, na jeho činnost v Praze upomínají názvy Chotkova silnice a Chotkovy sady. V roce 1841 koupil v severních Čechách Velké Březno, kde nechal postavit zámek a odtud se také jeho potomstvo označuje jako velkobřezenská větev. Za jeho syna Antonína (1822–1883) došlo ke stavebním úpravám na zámcích Velké Březno a Zahořany. K zásadní novorenesanční přestavbě rodového sídla ve Velkém Březně došlo za Karla Chotka (1853–1926), kdy zároveň byly prodány Zahořany (v roce 1898 za půl miliónu zlatých). V další generaci Karel Maria (1887–1970) zdědil v roce 1927 i Veltrusy, protože se ale hlásil k německé národnosti a příslušnosti k NSDAP, v roce 1945 všechen jeho majetek přešel do státní správy.
Z velkobřezenské větve dosáhl vyšších postů Karlův nejmladší syn Bohuslav (1829–1896), který dlouhodobě působil v diplomacii, byl vyslancem ve Stuttgartu a Bruselu, v roce 1871 byl krátce i místodržitelem Českého království. Z manželství s hraběnkou Vilemínou Kinskou (1838–1886) měl devět dětí, jejich čtvrtá dcera Žofie (1868–1914) jméno Chotků zviditelnila v celoevropském měřítku svým morganatickým sňatkem (1900) s rakousko-uherským následníkem trůnu arcivévodou Františkem Ferdinandem. Jejich potomstvo bylo vyloučeno z následnictví trůnu, Žofie byla ale již v době sňatku povýšena na kněžnu (1900) a později vévodkyni z Hohenbergu (1909). Spolu s manželem zahynula při atentátu v Sarajevu, který se stal záminkou k rozpoutání první světové války.

### Uherská větev

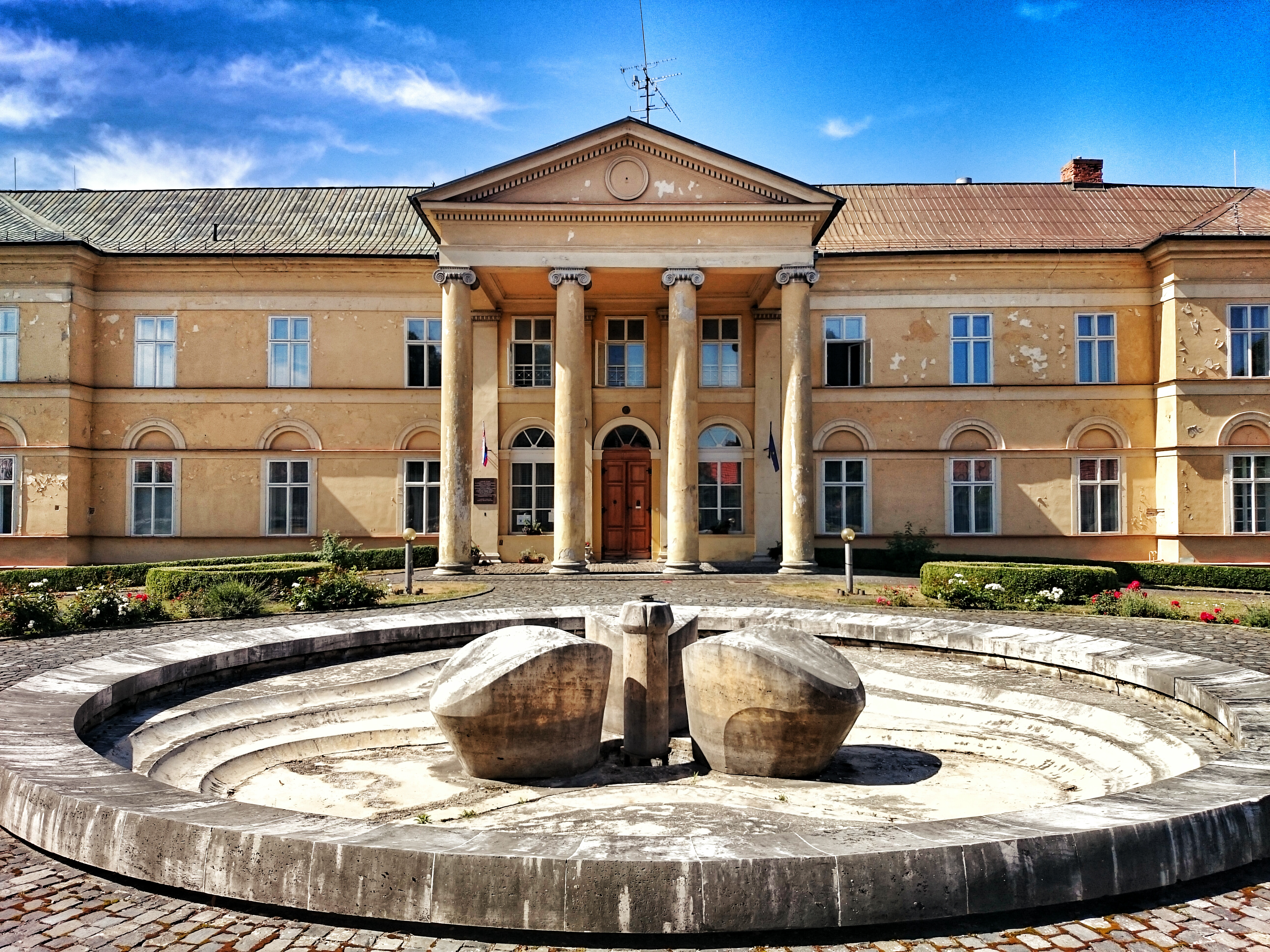
Zámek Dolná Krupá, hlavní sídlo uherské větve Chotků

Nejmladší syn Jana Rudolfa, Heřman Chotek (1786–1822), sloužil v armádě, v níž dosáhl hodnosti plukovníka a za napoleonských válek získal několik záslužných řádů. Díky sňatku s uherskou hraběnkou Henriettou Brunsvikovou z Korompy (1789–1857) zdědili jejich potomci později panství Dolná Krupá na Slovensku, dále Futog a Čerević v dnešním Srbsku. Henrietta Chotková mezitím koupila i statky v Čechách (Ratměřice, 1830). Heřmanův starší syn Otto (1816–1889) nechal přestavět zámek v Ratměřicích, ale zemřel bezdětný a jeho dědicem se stal mladší bratr Rudolf.
Rudolf Chotek (1822–1903) sice v roce 1898 prodal zadlužené Ratměřice, ale díky držbě statků v Uhrách získal dědičné členství v uherské panské sněmovně. Uherská větev Chotků tehdy majetkem výrazně převyšovala české rodové linie. Počátkem 20. století zahrnovaly uherské statky téměř 14 000 hektarů půdy a s nemovitostmi byla jejich hodnota šest miliónů rakouských korun. Kromě zámků Dolná Krupá a Futog byl majetkem uherských Chotků novogotický palác ve Vídni.

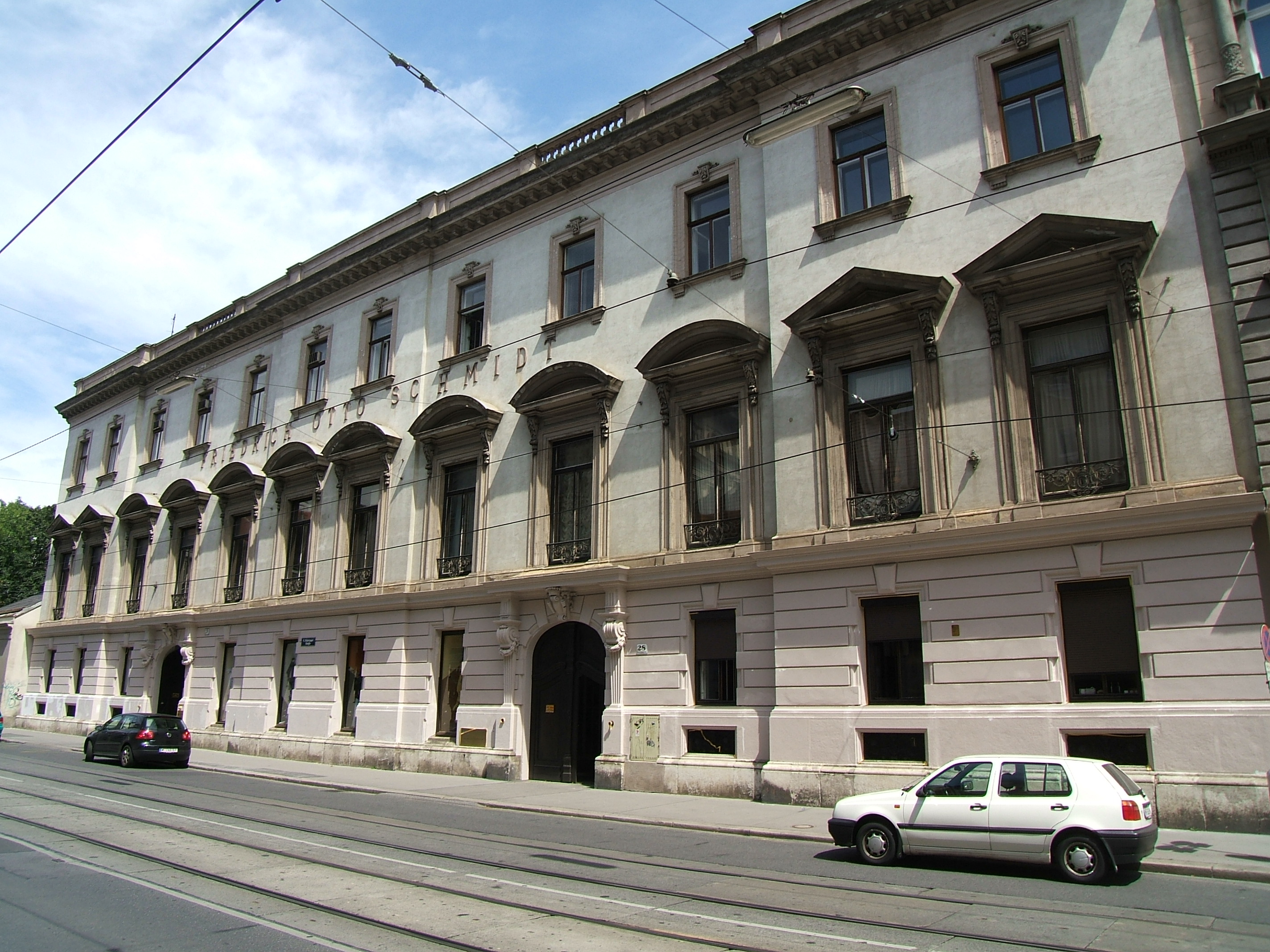
Palác uherské větve Chotků ve Vídni

Posledním mužským potomkem uherské větve byl Rudolf (1870–1921), na zámku Dolná Krupá pak ale ještě žila jeho neprovdaná starší sestra Marie Henrieta (1863–1946). Ta je na Slovensku dodnes známá jako růžová grófka, protože byla vášnivou pěstitelkou růží, v parku dolnokrupského zámku vybudovala největší rozárium ve střední Evropě a pěstovala zde 6 000 druhů růží. V roce 1945 musela zámek opustit a zemřela krátce poté v místním klášteře, jejím úmrtím definitivně zanikla uherská větev Chotků.
Rod Chotků vymřel Karlem Mariou (1887–1970) z velkobřezenské linie. Odkazem Rudolfa Chotka z uherské větve přešlo jméno na jeho prasynovce markraběte Alessandra Pallaviciniho (1936–2020), který od roku 1970 užíval jméno Pallavicini-Terlago-Chotek.

## Pohřebiště

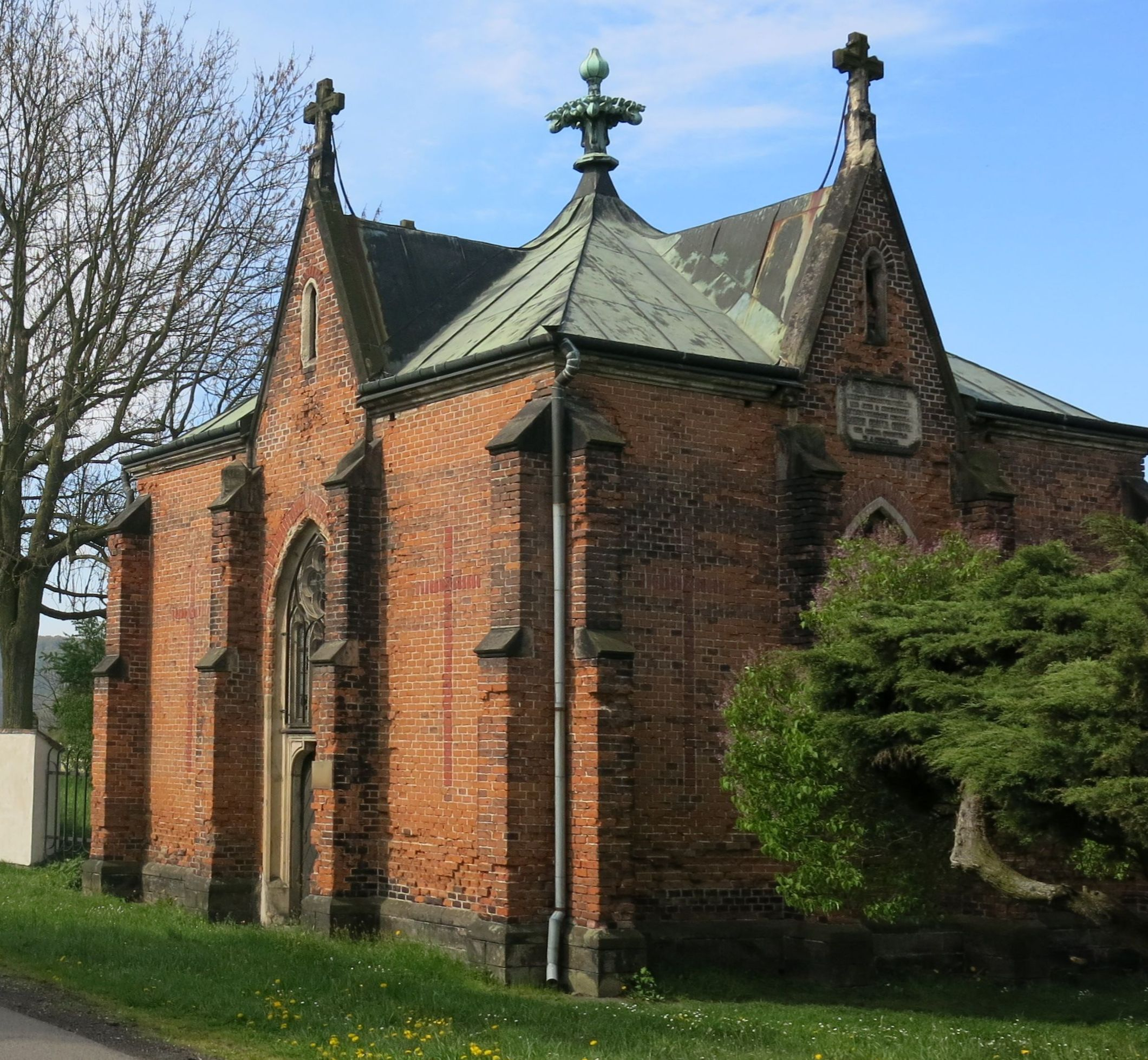
Hrobka Chotků ve Valtířově u Velkého Března

Starší náhrobky Chotků jsou dochovány v kostele sv. Martina v Kozlech, později vznikly honosné rodové hrobky v Nových Dvorech a ve Valtířově u Velkého Března. Členové uherské větve jsou pohřbeni v mauzoleu v Dolné Krupé na Slovensku.

## Erb

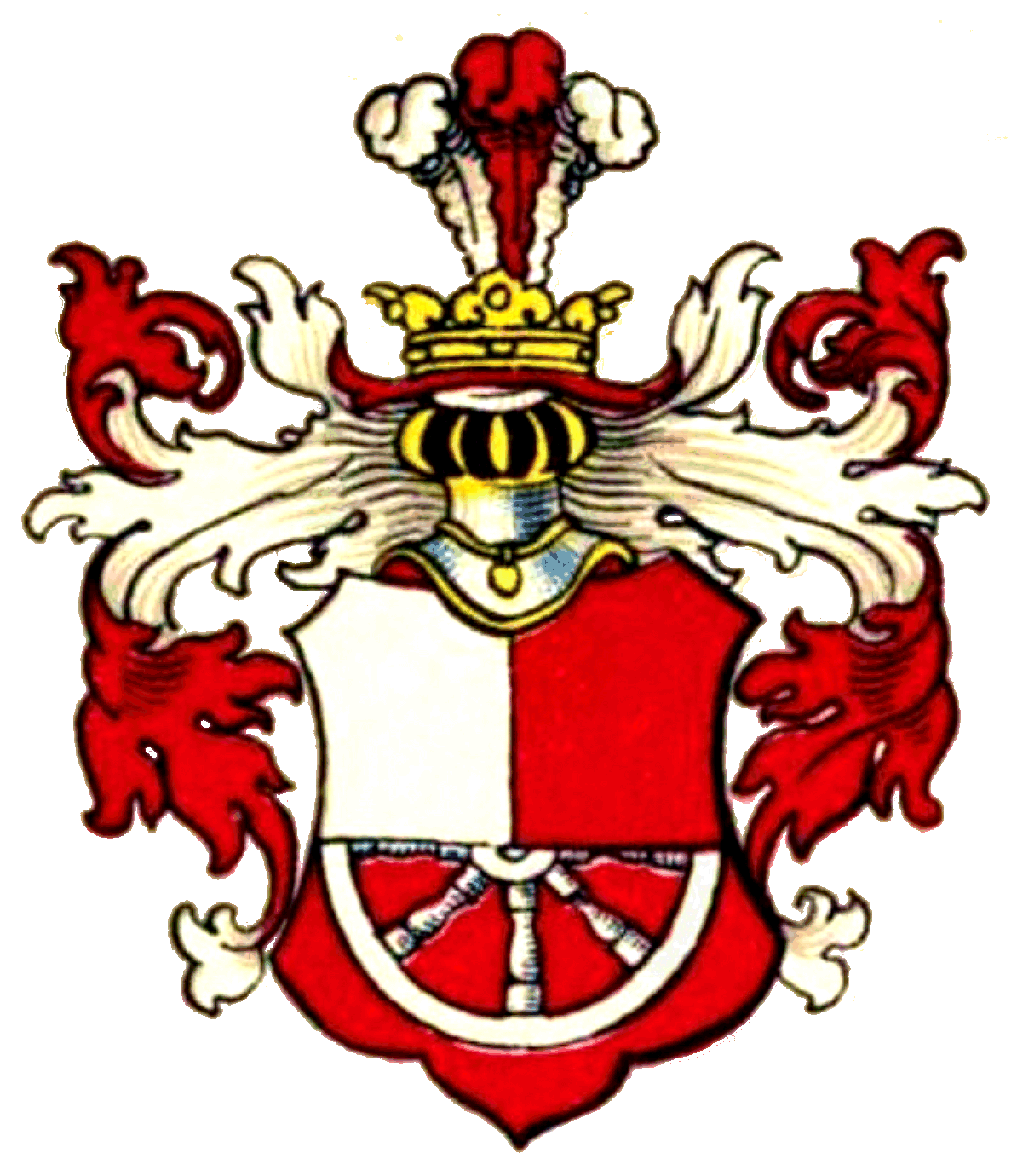
Základní podoba erbu Chotků

Měli jej společný s dalšími patnácti rody, spolu s Chotkovými z Vojnína měli ve štítu polovinu kola, později ji rozdělili na červenou a stříbrnou. Roku 1625 se sjednotil jejich erb s vymřelým rodem Charvátů z Bärnsteinu. Při povýšení do stavu říšských hrabat přidali zlatého medvěda v modrém poli a černého říšského orla na zlatém podkladu.

## Významní členové rodu

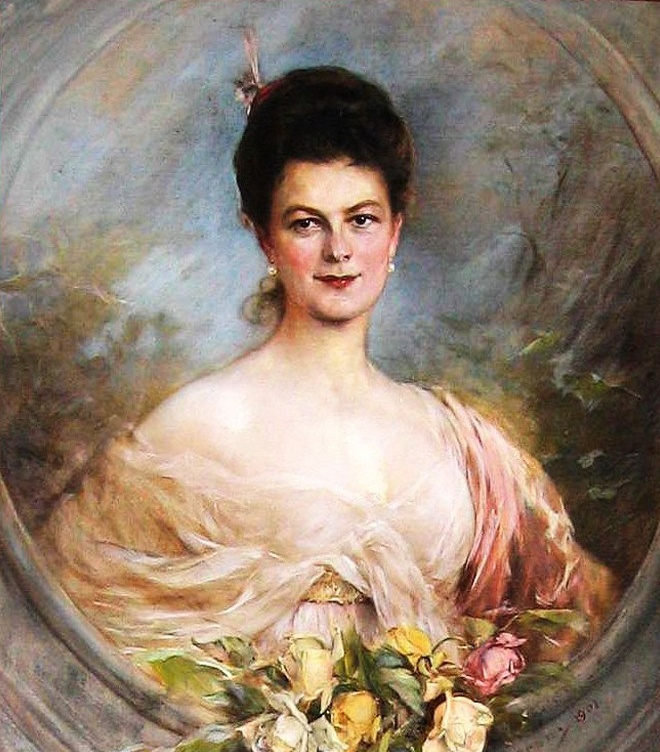
Žofie Chotková, vévodkyně z Hohenbergu, manželka následníka rakousko-uherského trůnu (1868)

- Václav Antonín Chotek (1674–1754), místodržící Českého království
- Jan Karel Chotek z Chotkova (1704–1787), česko-rakouský dvorní kancléř
- Rudolf Chotek (1706–1771), nejvyšší kancléř
- Jan Rudolf Chotek z Chotkova (1748–1824), rakouský ministr financí a nejvyšší purkrabí
- Jan Nepomuk Chotek (1773–1824), politik a mecenáš
- Ferdinand Maria Chotek z Chotkova (1781–1836), arcibiskup olomoucký
- Karel Chotek z Chotkova (1783–1868), nejvyšší purkrabí Českého království
- Heřman Chotek (1786–1822), c. k. plukovník, zakladatel uherské větve Chotků
- Jindřich Chotek (1802–1864), politik a mecenáš
- Otto Chotek (1816–1889), poslanec českého zemského sněmu, člen Panské sněmovny, podnikatel, majitel zámku Ratměřice
- Rudolf Chotek (1822–1903), dědičný člen uherské Sněmovny magnátů, majitel zámků Futog a Dolná Krupá
- Bohuslav Chotek z Chotkova (1829–1896), rakousko-uherský diplomat, místodržitel Českého království
- Rudolf Chotek z Chotkova (1832–1894), poslanec českého zemského sněmu a dědičný člen rakouské panské sněmovny
- Ferdinand Chotek (1838–1913), poslanec Říšské rady a Českého zemského sněmu
- Arnošt Chotek z Chotkova (1844–1927), c.k. generálmajor
- Volfgang Chotek z Chotkova (1860–1926), státní úředník, dvorní rada, bratr Žofie Chotkové
- Marie Henrieta Chotková (1863–1946), zakladatelka rozária v Dolné Krupé, poslední členka uherské větve Chotků
- Žofie Chotková, vévodkyně z Hohenbergu (1868–1914), manželka následníka trůnu rakousko-uherského císařství Františka Ferdinanda
- Jindřiška Chotková (1880–1964), sestra Žofie Chotkové, po roce 1914 vychovatelka jejích dětí, později provdaná Nosticová
- Rudolf Otto Chotek (1870–1921), majitel velkostatků v Uhrách (Dolná Krupá, Futog), dědičný člen Sněmovny magnátů, poslední potomek uherské větve